# 2020年東京パラリンピックのベナン選手団
2020年東京パラリンピックのベナン選手団は、2021年8月24日から9月5日まで日本の東京で開催された2020年東京パラリンピックベナン選手団の名簿。

## 選手団
- 人員: 選手 2人
- 開会式旗手: ファイサル・アチバ、マリナ・ウンダロワン

## 種目別選手・スタッフ名簿及び成績

### 陸上
| 選手                 | 種目           | 予選      | 予選       | 決勝     | 決勝     |
| 選手                 | 種目           | 結果      | 順位       | 結果     | 順位     |
| -------------------- | -------------- | --------- | ---------- | -------- | -------- |
| ファイサル・アチバ   | 男子100m T47   | 11秒35 PB | 12位 (6着) | 予選敗退 | 予選敗退 |
| マリナ・ウンダロワン | 女子砲丸投 F57 | -         | -          | 6.06m PB | 13位     |